# Cláudio Bastos
Cláudio de Albuquerque Bastos, mais conhecido como Cláudio Bastos (Teresina, 23 de agosto de 1935 - Belo Horizonte, 23 de agosto de 2004) foi um sociólogo, escritor e dicionarista piauiense na área histórica e geográfica.

## Biografia

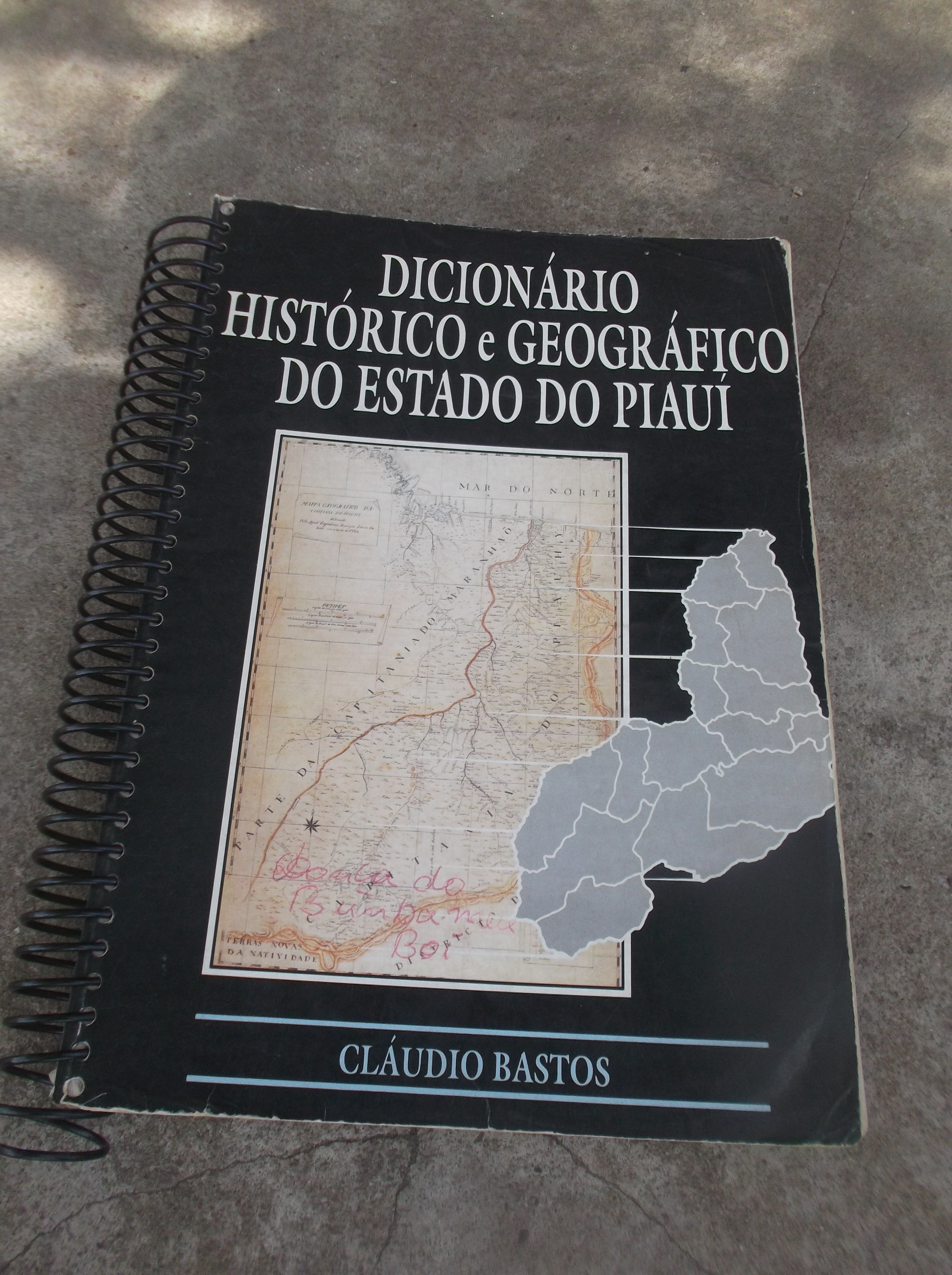
Dicionário histórico e geográfico do estado do Piauí, obra máxima do Cláudio Bastos, editado em 1994 pela Prefeitura de Teresina.

Nasceu em Teresina no ano de 1935 filho de Maria Brandão de Albuquerque Bastos e Nereu de Figueiredo Bastos. Em 1959 bacharela-se em Sociologia, Política e Administração Pública pela Universidade Federal de Minas Gerais. Trabalhou em várias instituições de ensino e participou de um vasto leque de institutos culturais pelo Brasil.

Tem como principal obra o Dicionário Histórico e Geográfico do Estado do Piauí, iniciado em 1962 e editado em 1994 pela prefeitura de Teresina.

## Produções
- Manifestações Musicais no Piauí – Contribuição à História da Música, (1990)
- Família e Poder - A Sucessão Hereditária do Poder Político no Brasil, (1991)
- Dicionário Histórico e Geográfico do Estado do Piauí, (1994)
- Instituições Financeiras de Minas Gerais - 1819-1995, (1997)